# Мемаляй
Мемаляй (алб. Memaliaj) — місто та муніципалітет в Албанії, в області Гірокастра. Муніципалітет був утворений під час реформи місцевого самоврядування 2015 року шляхом злиття колишніх муніципалітетів Буз, Крахес, Луфтіньє, Мемаляй, Мемаляй Фшат і Кесарат, які стали муніципальними одиницями. Центром муніципалітету є місто Мемаляй. Населення муніципалітету — 10 657 (2011).

## Історія
2 грудня 1942 року в Мемаляї під наглядом Албанської ради національного визволення було засновано перший Комітет національного визволення Тепелєни.
У 1958 році Мемаліай став відомим завдяки новоствореній вугільній шахті, яка збільшила прибуток від вугілля в Албанії в 64 рази, на відміну від старих шахт 1938 року.